# LeFH 18榴彈炮
10.5公分leFH 18榴彈炮（德語：10.5-cm-leichte Feldhaubitze 18，意為「口徑10.5公分-18型輕型野戰榴彈炮」）是德意志國防軍於第二次世界大戰中配備的制式榴彈砲，為德軍的野戰炮兵裝備，至戰爭結束時共生產了22,133門，主要供德軍及其盟邦的師級炮兵營使用。
德軍於東線戰場的作戰經驗顯示leFH 18雖然性能優異，但由於重量過重，不適合由馱馬曳引。為解決機動性問題，德軍於1942年後開始將leFH 18M L/28安裝於二號戰車（德語：Panzer II）衍生型底盤上，編號為黄蜂式自行火炮（Wespe，Sd.Kfz.124），以自走炮形式繼續服役。

## 開發歷史
1920年代，德意志國國防軍內部報告分析，換裝105 mm榴彈砲的成本不會較75 mm榴彈砲高出許多，且105 mm砲彈破壞力較75 mm榴彈砲彈優異許多；1927年6月1日，德國陸軍裝備部發布了第59/27號秘密命令，下令開發一款新型輕榴彈炮，計畫優先序位為第二級「最重要工作」。1928年，位於杜塞道夫的萊茵金屬公司完成新型榴彈炮草稿繪圖與計算，1929到1930年間設計開發，並於1935年7月26日開始在德意志國防軍的砲兵營中服役。
leFH 18最初由萊茵金屬與克虜伯共同生產，在1939年納粹德國入侵波蘭，英法兩國對納粹德國宣戰前，已經生產4,862門leFH 18榴彈炮。
10.5 cm leFH18 榴彈炮是第二次世界大戰期間德意志國防軍裝甲師（德語：Panzer division），裝甲擲彈兵師，步兵師配屬予輕型砲兵營的裝備，概括來說，到1943年史達林格勒戰役之前，它都沒有被編成獨立砲兵營。
不僅配屬於德軍，leFH18 也獲得歐洲許多國家採用，1938年以前曾被出口到匈牙利、西班牙和芬蘭，其中出口到芬蘭的53門被更名為105 H 33；1943年到1944年（2月1日）間則有166門出口到保加利亞；瑞典在1939年至1942年也向德國購買142門leFH18 榴彈砲，並命名為Haubits m/39，於1982年退役。
東亞方面，中華民國也有購買 leFH 18並用於抗日戰爭並隨著中國遠征軍進入緬甸戰場，但由於戰事初期失利，中國遠征軍唯有翻越野人山，撤退回國內而把leFH 18遺棄在緬甸野人山區。
中華民國雖然於民國25年5月向德國訂購本砲六十門（每門配砲彈一千發），但直到抗戰前才到運四門。抗戰爆發後又緊急下單採購三十六門並另有二十門的選擇權，唯全體到運情況不明。
不過以本型榴彈砲組建的獨立機械化砲兵十一團及獨立機械化十三團砲兵編制推估，可能是四十八門（每團二營，一營三連，每連四門），並且是機械化運輸火炮，每門砲以德國亨舍爾（當時翻譯為韓謝爾）Henschel Typ 33 G1越野載重車牽引，每連另有兩輛梅賽德斯-賓士Mercedes-Benz L3000載重卡車做為彈藥運輸車。前述第一次入緬遠征軍中，即是從砲兵十三團抽調一營leFH18支援，並全數遺棄。

## 描述
105 mm leFH18的炮膛機構簡單但沉重，配備有液氣壓緩衝系統。輪轂為木製或鋼製，前者只能用馬牽引。最初並沒有配備炮口制退器，直到1941年裝了炮口制退器後，每發火炮可裝填更遠射程所需的火藥量。這使得射程增加了約1646米（約1800碼），因而被稱作leFH18M。
1942年3月德軍要求開發更輕的榴彈炮，產生了第二種衍生型leFH18/40。此修改把leFH18M的炮管安裝到75 mmPak40反戰車炮的炮架上。新的炮架減輕了榴彈炮的整體重量，也因此提升了射速。此外，用更高效率的炮口制退器，減小後座力。但leFH18/40的彈道和105 mm leFH18M仍是相同的。

## 使用國家
- 納粹德國（生產國）
- 保加利亚
- 中華民國
- 芬兰

芬蘭在1944年2月12日向納粹德國購得53門標準版LeFH 18，芬蘭陸軍稱為105 H 33，這批在4月3日完成交付。在1944年5月增購了8門LeFH 18/40，稱為105 H 33-40，在與德國關係惡化前於1944年9月5日運抵芬蘭。這61門火砲編制成4個炮兵營，隸屬於芬蘭陸軍第9野戰炮兵團作戰序列，投入了繼續戰爭。該戰爭中在無戰損的記錄下共投射了22,792發砲彈。
- 匈牙利
- 羅馬尼亞
- 西班牙
- 瑞典

瑞典在1939年至1942年間購入142門標準版LeFH 18，瑞典稱為Habits m / 39，服役到1982年。

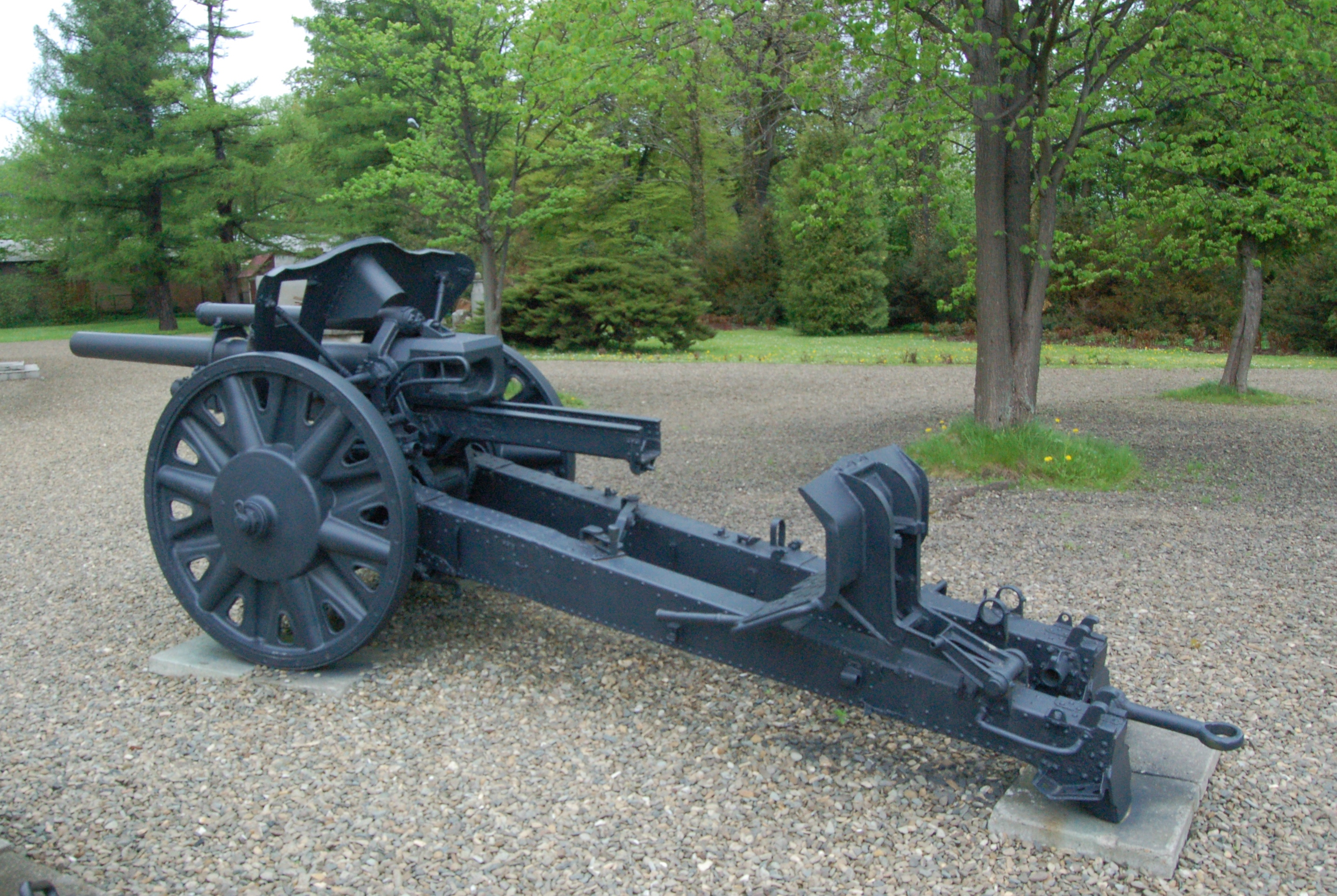
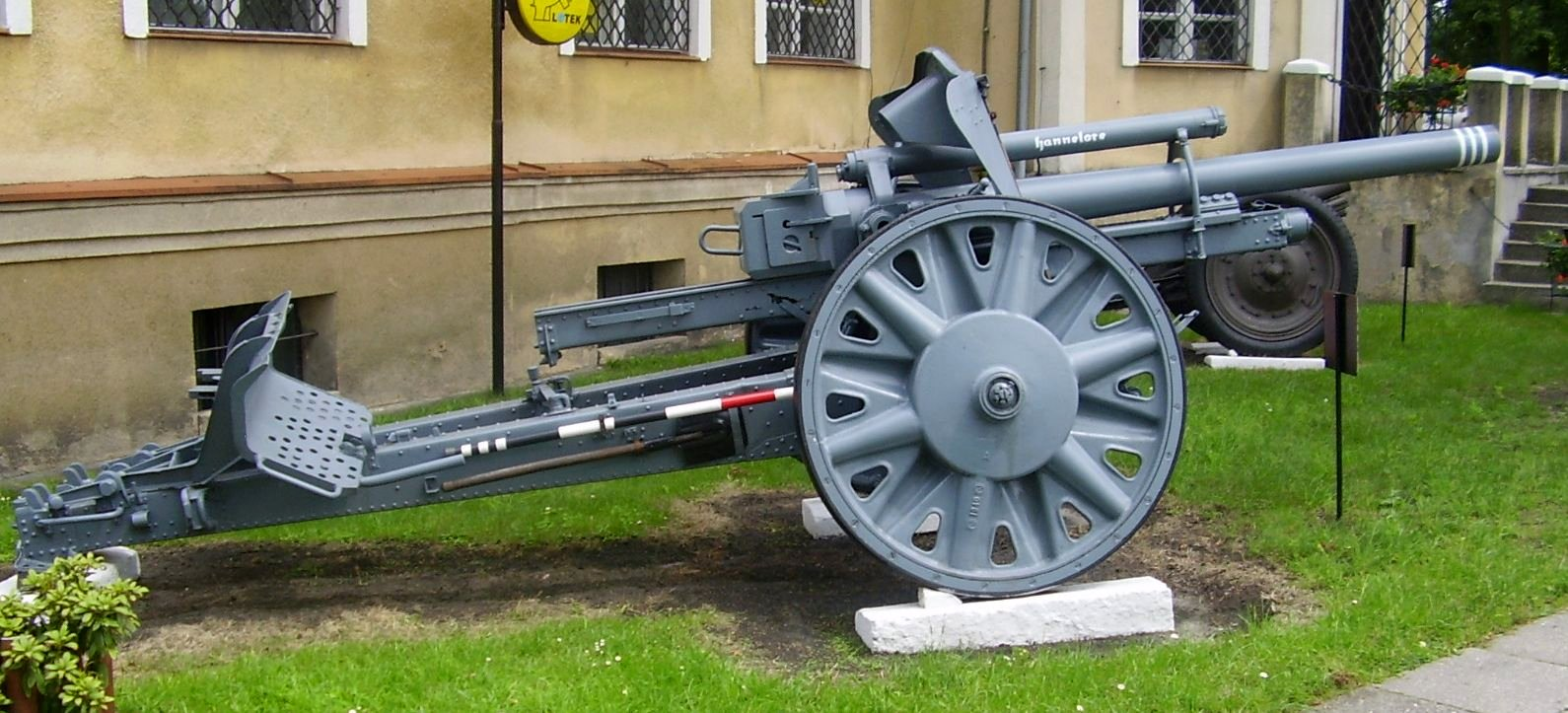
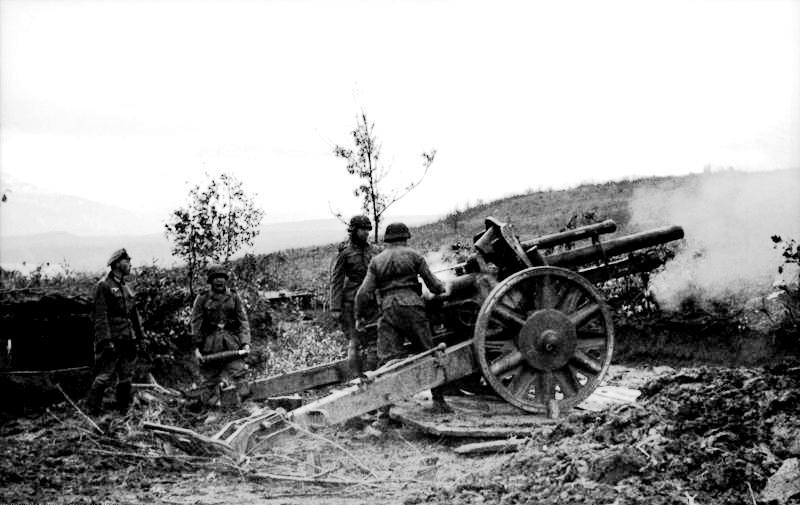
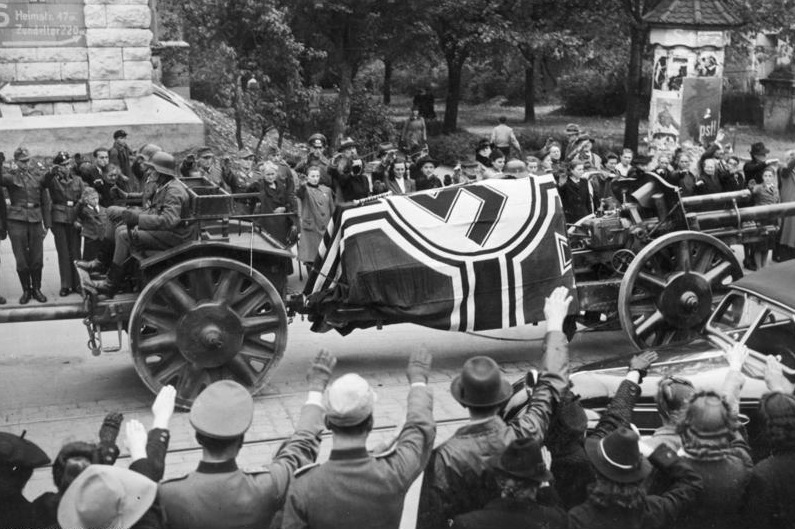
隆美爾進行國葬時靈車後裝有一門leFH 18
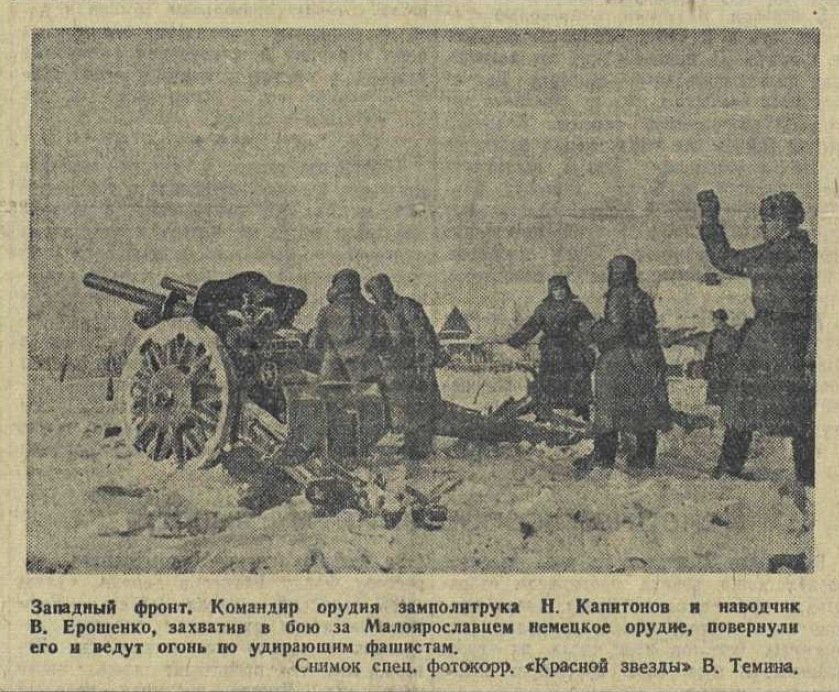
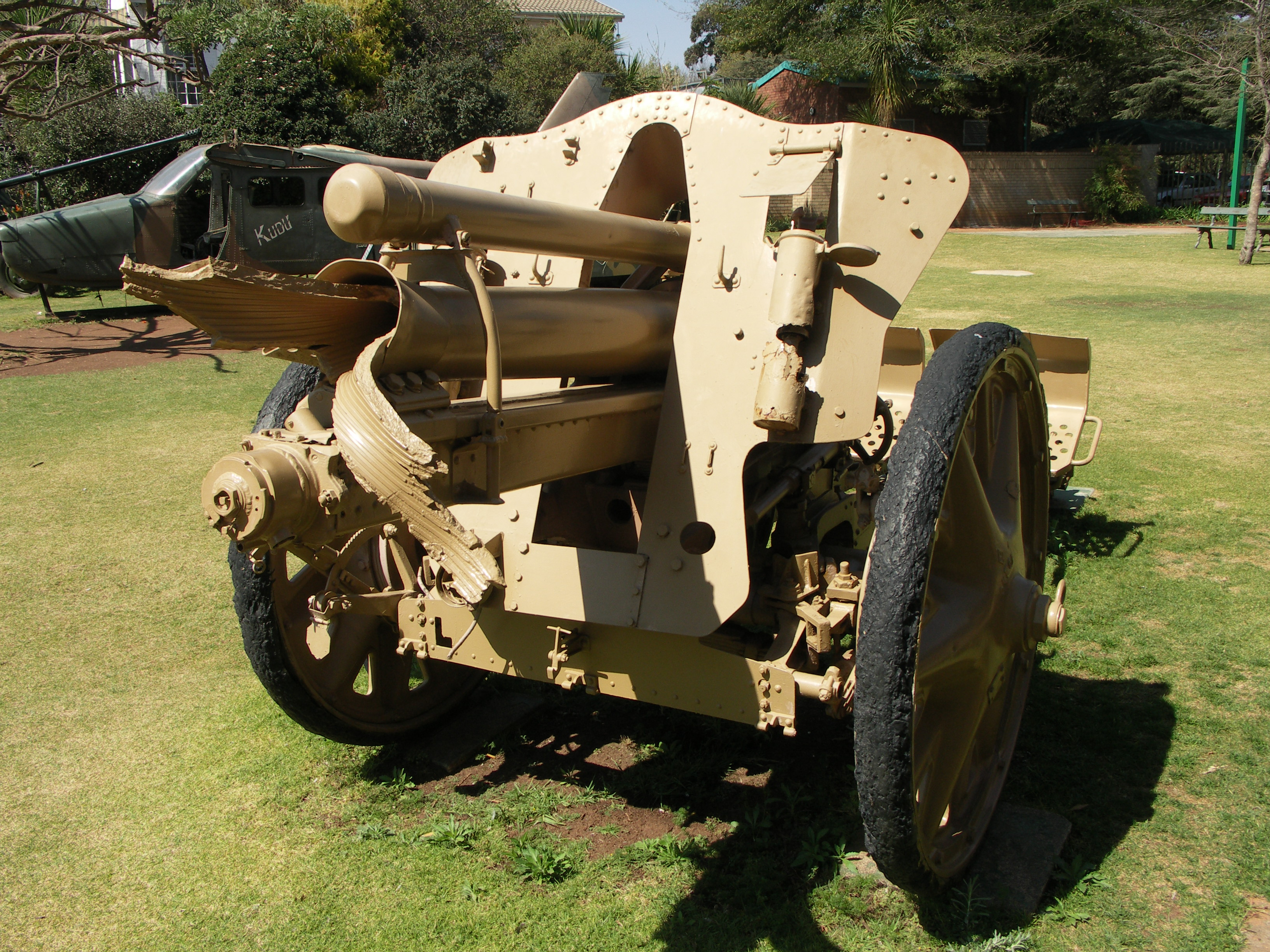
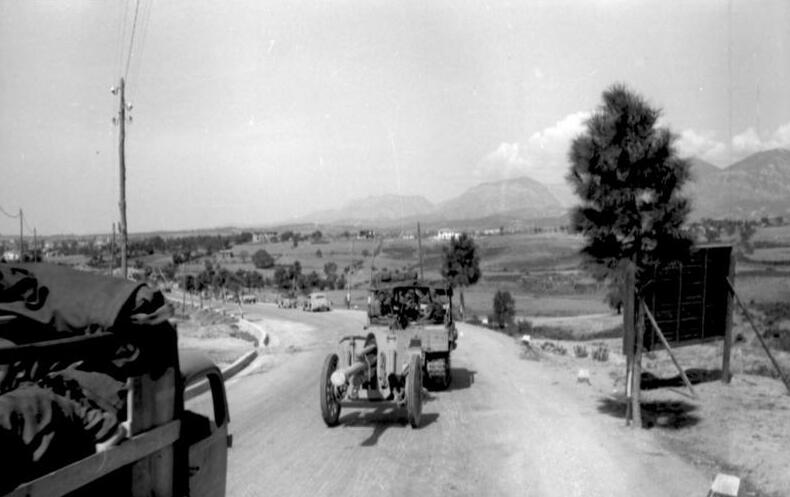
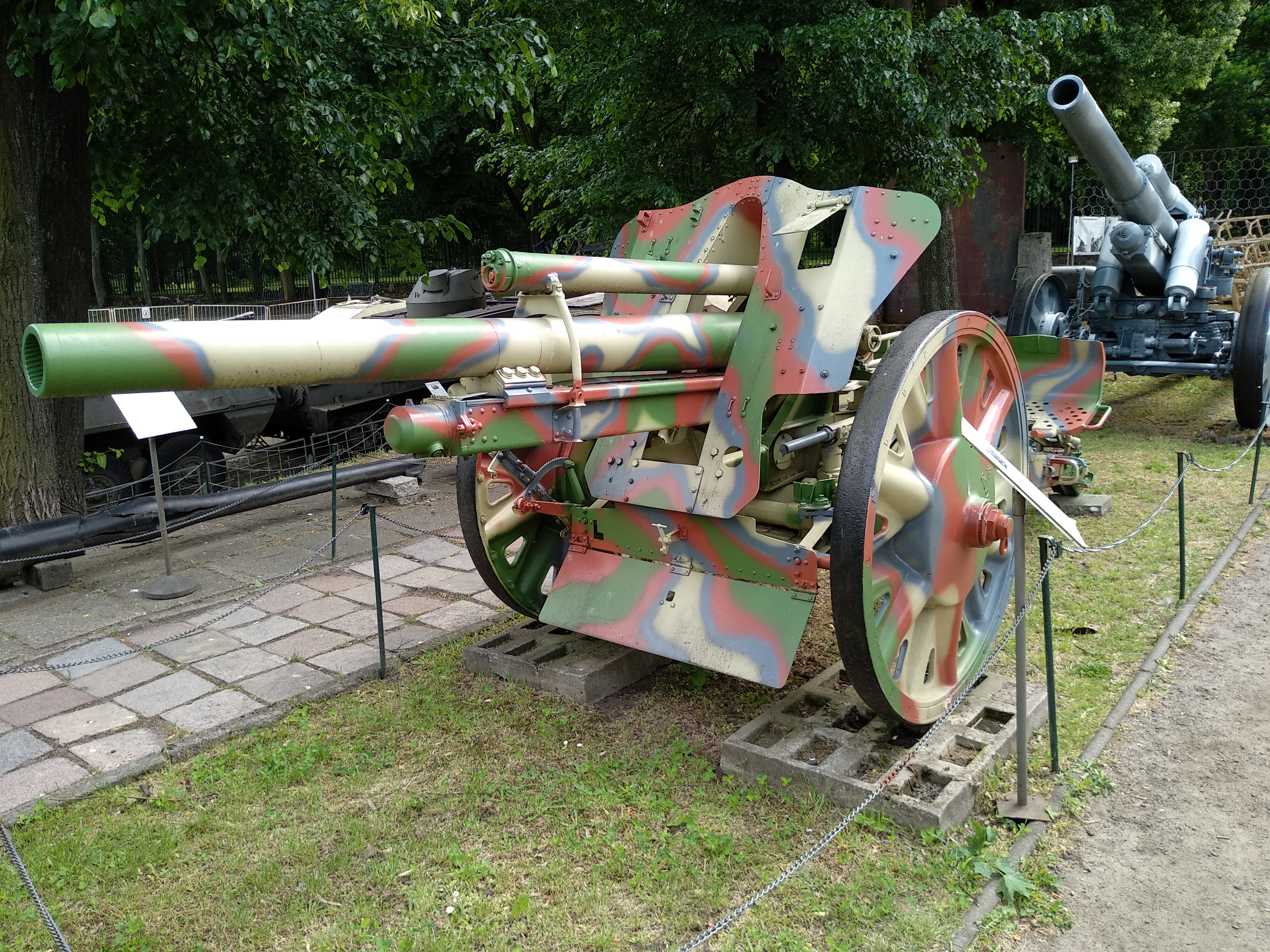